# Ernst Jansen-Winkeln

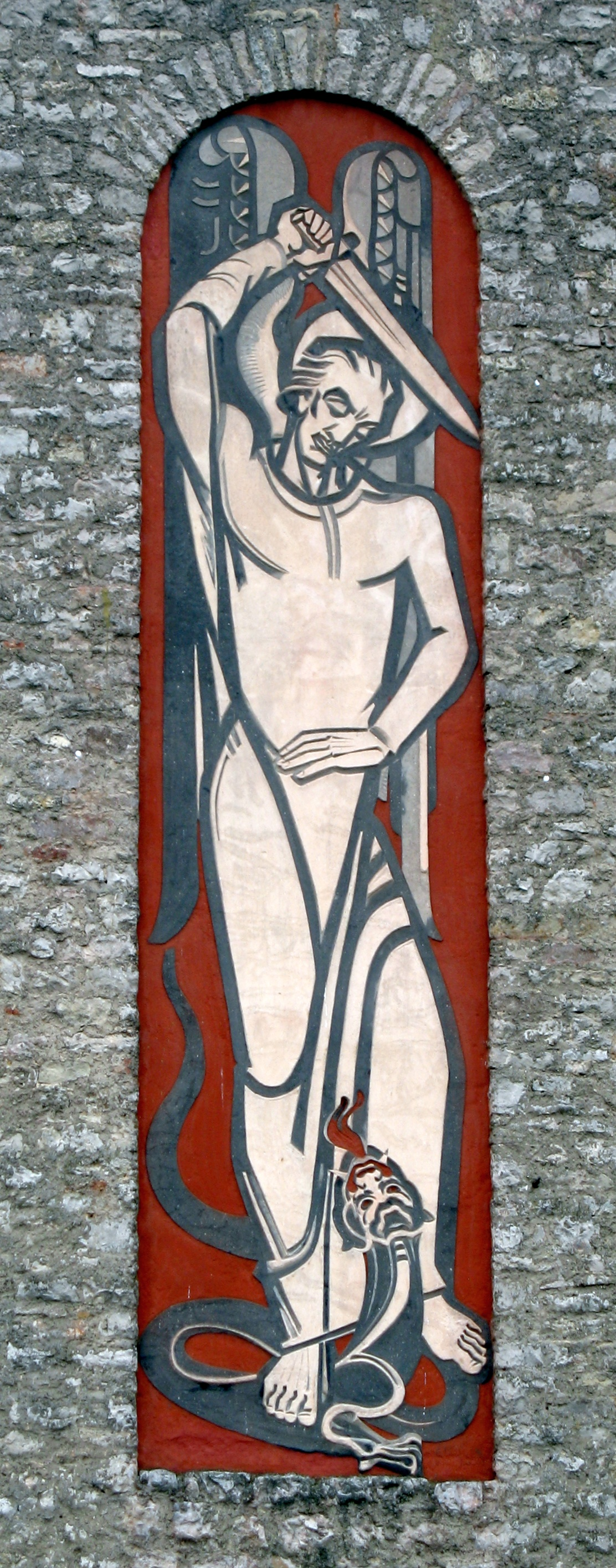
Riesige Erzengel Michael-Darstellung an der Kirche in Rinnen (Kall)

Ernst Johann Jansen-Winkeln (* 13. Februar 1904 in Winkeln; † 11. April 1992 in Mönchengladbach) war ein deutscher Kirchenkünstler.

## Leben und Werk
Ernst Jansen-Winkeln betrieb expressionistische Kirchenmalerei, entwarf Kirchenfenster und liturgische Gegenstände. Ursprünglich bekannt wurde er mit religiösen Holzschnitten, die in katholischen Zeitschriften abgedruckt wurden. Jansen-Winkeln stand der Jugendbewegung (siehe katholische Jugendbewegung) nahe. Manche Holzschnitte thematisierten auch den Arbeiter. Das lag zum einen daran, dass Jansen-Winkeln in der von Industrie geprägten Stadt Mönchengladbach aufgewachsen war und zum anderen wurde der Arbeiter zur damaligen Zeit glorifiziert (siehe etwa das Buch Der Arbeiter. Herrschaft und Gestalt von Ernst Jünger). Das Motiv des Arbeiters taucht auch in der Kirchenmalerei von Jansen-Winkeln auf, etwa in seinem Hauptwerk, der Ausmalung der Kirche St. Stephanus in Sistig/Eifel. (Arbeiter in kirchlichen Wandmalereien kamen auch im Werk anderer Kirchenexpressionisten vor, etwa in Gemälden von Peter Hecker.)
Ernst Johann Jansen-Winkeln vertiefte ab 1929 seine Kenntnisse an den Kölner Werkschulen und dort vermutlich in der Abteilung Kölner Institut für religiöse Kunst.
Ungewöhnlicherweise malte Jansen-Winkeln nicht nur während der Nazi-Zeit, sondern auch noch während des Zweiten Weltkrieges. Erst 1942 wurde er Soldat und Kriegsteilnehmer, weshalb er die Ausmalung der Kirche von Sistig erst 1945–1948 wieder aufnehmen und zu Ende führen konnte. In die spätere Ausmalung nahm er auch Motive der zu Ende gegangenen Diktatur und des Krieges mit hinein. So ist die Sistiger Kirche vielleicht die einzige, in der Hitler an die Wand gemalt ist, freilich nicht zum Ruhm, sondern mit Dämonen paktierend.
Kunsthistorisch ist Ernst Jansen-Winkeln der Verschollenen Generation und dem Expressiven Realismus zuzurechnen.

## Werke
- Glasmalereien in St. Lambertus (Immerath): große Ornamentfenster im Chor und die Glasmalereien über den Seitenaltären
- Ausmalung und Fenster der Pfarrkirche St. Stephanus in Sistig
- Erzengel-Sgraffito an der Fassade der Michaelskapelle in Rinnen (Kall)
- Fenster in der Kirche der Abtei St. Michael (Siegburg)
- Fenster in St. Martinus (Linnich)
- Altarkreuz mit Bronzekorpus sowie ein vergoldetes Kreuz mit Emaileinlage in der Neue Benediktinerabtei Kornelimünster, beide um 1954 entworfen[2]

## Ehrungen
- Bundesverdienstkreuz am Bande (23. Februar 1984)[3]